# Kristián Vallo
Kristián Vallo (Zsolna, 1998. június 2. –) szlovák válogatott labdarúgó, a lengyel Wisła Płock középpályása.

## Pályafutása

### Klubcsapatokban
Vallo a szlovákiai Zsolna városában született. Az ifjúsági pályafutását a helyi Žilina akadémiájánál kezdte.
2015-ben mutatkozott be a Žilina tartalék, majd 2016-ban az első osztályban szereplő felnőtt csapatában. Először a 2016. március 4-ei, Zemplín Michalovce ellen 3–2-re elvesztett mérkőzés 86. percében, Jakub Michlík cseréjeként lépett pályára. Első gólját 2019. május 11-én, a Slovan Bratislava ellen 6–2-es vereséggel zárult találkozón szerezte meg. A 2020–21-es szezon második felében a lengyel első osztályban érdekelt Wisła Płock csapatánál szerepelt kölcsönben.
2021. július 1-jén, a lehetőséggel élve kétéves szerződést kötött a Wisła Płock együttesével. 2021. augusztus 2-án, a Lechia Gdańsk ellen 1–0-ra elvesztett bajnokin debütált. 2021. november 28-án, a Cracovia ellen hazai pályán 2–1-re megnyert mérkőzésen megszerezte első gólját a klub színeiben.

### A válogatottban
Vallo az U18-astól az U21-esig minden korosztályú válogatottban képviselte Szlovákiát.
2022. március 16-án kapta első felnőtt válogatott meghívóját Štefan Tarkovič szövetségi kapitánytól a Norvégia és Finnország elleni barátságos mérkőzésekre, ám mindkét találkozón a kispadon maradt. Először a 2022. szeptember 22-ei, Azerbajdzsán ellen 2–1-re elvesztett mérkőzésen lépett pályára.

## Statisztikák
2023. március 17. szerint
| Klub                     | Szezon   | Osztály      | Bajnokság | Bajnokság | Kupa  | Kupa | Nemzetközi | Nemzetközi | Összesen | Összesen |
| Klub                     | Szezon   | Osztály      | Meccs     | Gól       | Meccs | Gól  | Meccs      | Gól        | Meccs    | Gól      |
| ------------------------ | -------- | ------------ | --------- | --------- | ----- | ---- | ---------- | ---------- | -------- | -------- |
| Žilina                   | 2015–16  | Fortuna Liga | 2         | 0         | 1     | 0    | —          | —          | 3        | 0        |
| Žilina                   | 2016–17  | Fortuna Liga | 13        | 0         | 0     | 0    | —          | —          | 13       | 0        |
| Žilina                   | 2017–18  | Fortuna Liga | 16        | 0         | 0     | 0    | 2          | 0          | 18       | 0        |
| Žilina                   | 2018–19  | Fortuna Liga | 12        | 1         | 3     | 1    | —          | —          | 15       | 2        |
| Žilina                   | 2019–20  | Fortuna Liga | 18        | 2         | 1     | 1    | —          | —          | 19       | 3        |
| Žilina                   | 2020–21  | Fortuna Liga | 14        | 1         | 0     | 0    | 1          | 0          | 15       | 1        |
| Žilina                   | Összesen | Összesen     | 75        | 4         | 5     | 2    | 3          | 0          | 83       | 6        |
| Wisła Płock (kölcsönben) | 2020–21  | Ekstraklasa  | 8         | 0         | 0     | 0    | —          | —          | 8        | 0        |
| Wisła Płock              | 2021–22  | Ekstraklasa  | 27        | 1         | 0     | 0    | —          | —          | 27       | 1        |
| Wisła Płock              | 2022–23  | Ekstraklasa  | 22        | 2         | 1     | 0    | —          | —          | 23       | 2        |
| Wisła Płock              | Összesen | Összesen     | 57        | 3         | 1     | 0    | 0          | 0          | 58       | 3        |
| Összesen                 | Összesen | Összesen     | 132       | 7         | 6     | 2    | 3          | 0          | 141      | 9        |

### A válogatottban
| Válogatott | Év       | Pályára lépés | Gól |
| ---------- | -------- | ------------- | --- |
| Szlovákia  | 2022     | 2             | 0   |
| Összesen   | Összesen | 2             | 0   |

## Sikerei, díjai
Žilina
- Fortuna Liga
  - Ezüstérmes (2): 2015–16, 2019–20

- Szlovák Kupa
  - Döntős (1): 2018–19